# روبرتو اورلاندو آفونسو جونیور
روبرتو اورلاندو آفونسو جونیور (به پرتغالی: Roberto Orlando Affonso Júnior) مدافع، هافبک اهل برزیل است که در شهر سائوپائولو و در تاریخ ۲۸ مهٔ ۱۹۸۳ به دنیا آمده‌است.
روبرتو اورلاندو آفونسو جونیور در تیم‌های فوتبال سانتوس سابقهٔ حضور دارد.